# Elements Garden
Elements Garden è un gruppo giapponese di compositori musicali, autodefinitosi un "marchio di produzione musicale". Generalmente producono musica per videogiochi, anime e cantanti. Sono principalmente legati ad Aria Entertainment.

## Storia
Il gruppo è stato formato nel 2004 da Noriyasu Agematsu, Junpei Fujita, Hitoshi Fujima, Daisuke Kikuta insieme a due ex membri di un gruppo di compositori chiamato Feel che, in maniera simile, compose musica per giochi e anime, ma che poi si sciolse in seguito alla formazione degli Elements Garden. Agematsu è il leader del gruppo.
Il primo album del gruppo è stato pubblicato ad agosto 2008 ed è una compilation di sigle di vari videogiochi prodotte negli anni passati. Il secondo, intitolato Tone Cluster, è stato messo in vendita l'anno successivo nel mese di settembre. Entrambi gli album sono stati pubblicati sotto l'etichetta King Records.

## Formazione

### Formazione attuale
- Noriyasu Agematsu  (上松範康?, Agematsu Noriyasu) - membro fondatore - leader
- Junpei Fujita  (藤田淳平?, Fujita Junpei) - membro fondatore
- Hitoshi Fujima  (藤間仁?, Fujima Hitoshi) - membro fondatore
- Daisuke Kikuta  (菊田大介?, Kikuta Daisuke) - membro fondatore
- Seima Iwahashi  (岩橋星実?) - entrato nel 2011
- Ryutaro Fujinaga  (藤永龍太郎?) - entrato nel 2014
- Asuka Oda  (織田 あすか?) - entrato nel 2015
- Ryota Tomaru  (都丸椋太?) - entrato nel 2015
- Yuta Kasai  (笠井雄太?) - entrato nel 2016
- Yusuke Takeda  (竹田祐介?) - entrato nel 2017

### Ex componenti
- Nakai Yasutomo (中井康智?, Yasutomo Nakai) - 2005 / 2006
- Nakayama Masato  (中山真斗?, Masato Nakayama) - 2007 / 2013
- Evan Call - 2012 / 2016
- Tomohiro Kita (喜多智弘?, Kita Tomohiro) - 2009 / 2018
- Ryota Suemasu  (末益涼太?, Suemasu Ryota) - 2014 / 2019

## Discografia

### Album in studio
- 2008 - Elements Garden
- 2009 - Elements Garden II - Tone Cluster
- 2010 - Elements Garden III - Phenomena

### Brani per anime
| Titolo anime                         | Anno | Titolo brano                                          | Compositore       | Arrangiatore                        |
| ------------------------------------ | ---- | ----------------------------------------------------- | ----------------- | ----------------------------------- |
| Chrono Crusade                       | 2003 | "Tsubasa wa Pleasure Line" (OP)                       | Noriyasu Agematsu | Noriyasu Agematsu                   |
| Di Gi Charat: Leave it to Piyoko!    | 2003 | "Knighthood ~ The number one dream in the world" (ED) | Noriyasu Agematsu | Hitoshi Fujima                      |
| Grenadier - Hohoemi no Senshi        | 2004 | "KOHAKU" (OP)                                         | Junpei Fujita     | Junpei Fujita                       |
| Grenadier - Hohoemi no Senshi        | 2004 | "Akatsuki no Sora wo Kakeru" (ED)                     | Toshiro Yabuki    | Junpei Fujita                       |
| Hatsukoi                             | 2004 | "Hatsukoi" (OP)                                       | Noriyasu Agematsu | Noriyasu Agematsu                   |
| Hatsukoi                             | 2004 | "Tadaima" (ED)                                        | Noriyasu Agematsu | Hitoshi Fujima                      |
| Mai Hime                             | 2004 | INS1                                                  | Maasaki Iizuka    | Noriyasu Agematsu                   |
| Kamichu!                             | 2005 | "Hare nochi HARE" (OP)                                | Noriyasu Agematsu | Junpei Fujita                       |
| Kamichu!                             | 2005 | "Ice Candy" (ED)                                      | Junpei Fujita     | Junpei Fujita                       |
| Mahō shōjo Lyrical Nanoha A's        | 2005 | "ETERNAL BLAZE" (OP)                                  | Noriyasu Agematsu | Noriyasu Agematsu                   |
| Galaxy Angel II                      | 2006 | "Happy Flight" (ED)                                   | Noriyasu Agematsu | Junpei Fujita                       |
| Mamoru-kun ni Megami no Shukufuku o! | 2006 | "Bravin' Bad Brew" (OP)                               | Noriyasu Agematsu | Junpei Fujita                       |
| The Melancholy of Haruhi Suzumiya    | 2006 | "Koi no Mikuru Densetsu" (OP)                         | Akiko Tomita      | Junpei Fujita                       |
| Blue Drop: Tenshi-tachi no Gikyoku   | 2007 | "BLUE" (OP)                                           | Clara             | Hitoshi Fujima                      |
| Blue Drop: Tenshi-tachi no Gikyoku   | 2007 | "Tsubomi -blue dreams" (ED)                           | Michio Igasa      | Junpei Fujita                       |
| Kiddy Grade 2                        | 2007 | Tema de la Prueba piloto en DVD                       | Daisuke Kikuta    | Daisuke Kikuta                      |
| Mahō shōjo Lyrical Nanoha StrikerS   | 2007 | "Pray"(INS)                                           | Noriyasu Agematsu | Noriyasu Agematsu                   |
| Venus Versus Virus                   | 2007 | "Bravin' Bad Brew" (OP)                               | Noriyasu Agematsu |                                     |
| Amatsuki                             | 2008 | "Casting Dice" (OP)                                   | Masaki Suzuki     | Hitoshi Fujima                      |
| Rosario + Vampire                    | 2008 | "COSMIC LOVE" (OP)                                    | Junpei Fujita     | Junpei Fujita                       |
| Rosario + Vampire                    | 2008 | "Dancing in the velvet moon" (ED)                     | Noriyasu Agematsu | Noriyasu Agematsu & Masato Nakayama |
| H2O: Footprints in the Sand          | 2008 | "Katayoku no Icarus" (OP)                             | Noriyasu Agematsu | Hitoshi Fujima                      |
| H2O: Footprints in the Sand          | 2008 | "Kazahane" (ED)                                       | Junpei Fujita     | Daisuke Kikuta                      |
| Kamigami no Asobi                    | 2013 | "Reason for" (ED)                                     | Hitoshi Fujima    |                                     |
| Kamigami no Asobi                    | 2013 | "Till the end" (OP)                                   | Noriyasu Agematsu |                                     |